# Cascada de Las Chorreras
Las cascadas de Las Chorreras están formadas por dos cascadas de pequeña altura y de régimen estacional en el término municipal de Zuheros, Córdoba, situadas junto al poljé de La Nava, en el parque natural de las Sierras Subbéticas.
Sus aguas vierten al arroyo de la Fuenseca, tributario del río Bailón, que posteriormente recibe el nombre de río Marbella y es uno de los afluentes del río Guadajoz.
La naturaleza caliza del suelo circundante favorece la infiltración del agua y la presencia de fenómenos cársticos. De igual manera, dificulta la existencia de cursos de agua de régimen anual por lo que el agua esta sólo está presente en esta cascada y en los arroyos vecinos durante y después de una época de lluvias. 
Suele ser visitada por los visitantes de La Nava y forma parte de diversas rutas senderistas por el área como la que une el santuario de la Virgen de la Sierra en Cabra y el pueblo de Zuheros siguiendo el curso del Bailón, con su particular microclima.